# 滨江街道 (吉安市)
滨江街道，是中华人民共和国江西省吉安市青原区下辖的一个乡镇级行政单位。

## 行政区划
滨江街道下辖以下地区：
新桥社区、金竹社区、红光社区、刘家社区、麻家社区、枫塘社区和友谊村。